# Lijiahe (sockenhuvudort i Kina, Hubei Sheng, lat 29,59, long 109,46)
Lijiahe (kinesiska: 李家河, 李家河乡) är en sockenhuvudort i Kina. Den ligger i provinsen Hubei, i den centrala delen av landet, omkring 480 kilometer väster om provinshuvudstaden Wuhan. Antalet invånare är 41 451. Befolkningen består av 19 958 kvinnor och 21 493 män. Barn under 15 år utgör 21,0 %, vuxna 15-64 år 67 %, och äldre över 65 år 10,0 %.
Runt Lijiahe är det ganska tätbefolkat, med 144 invånare per kvadratkilometer. Närmaste större samhälle är Xiangfeng, 10,4 km sydväst om Lijiahe. I omgivningarna runt Lijiahe växer i huvudsak blandskog.
Genomsnittlig årsnederbörd är 1 677 millimeter. Den regnigaste månaden är september, med i genomsnitt 284 mm nederbörd, och den torraste är december, med 18 mm nederbörd.